# NGC 7
NGC 7 é uma galáxia espiral barrada (SBc) localizada na direcção da constelação de Sculptor. Possui uma declinação de -29° 54' 59" e uma ascensão recta de 0 horas, 08 minutos e 20,7 segundos.
A galáxia NGC 7 foi descoberta em 27 de Setembro de 1834 por John Herschel.